# كفن

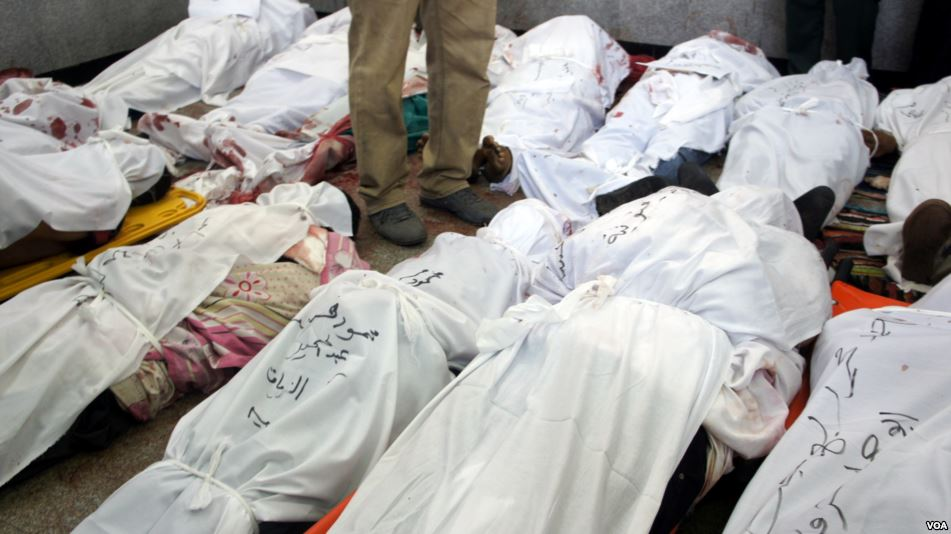
موتى -من أنصار محمد مرسي- تم تكفينهم

الكفن هو غطاء خاص يستخدم لتغطية الموتى. والتكفين هو أحد مراحل تجهيز الميت عند المسلمين للدفن، تلك المراحل التي تشمل الغسل والتكفين والصلاة عليه ثم دفنه. ويستخدم في الشرائع الأخرى بأساليب مختلفة. ويسبق التكفين مرحلة الغسيل للميت للطهارة.
الكفن في غالب الأحيان مكون من قطعة واحدة إلى ثلاثة قطع من القماش الأبيض للرجال وواحدة إلى خمسة للنساء، يتم لف سائر أنحاء الجسد به عدا الوجه. وتكره المغالاة في ثمنه ولكن يجب أن يكون نظيفا طاهرا ومعطرا. وكفن الحاج والمعتمر هو ملابس إحرامه، حيث يغسل ويكفن دون تطيب كونه محرما.
أشهر الأكفان في العالم موجود في مدينة تورينو الإيطالية ويعرف باسم كفن تورينو. وأهميته تأتي من الاعتقاد السائد بأنه كان كفن المسيح. قام البابا بإخفائه إبان الحرب العالمية الثانية خوفا من أن يأمر هتلر قواته من الاستيلاء عليه.